# モッコル駅 (釜山広域市)
モッコル駅（モッコルえき）は、大韓民国釜山広域市南区にある釜山交通公社2号線の駅である。駅番号は214。「南区庁」を副駅名としている。
「モッコル、池谷/못골」は固有語であるため漢字を持たないが、案内上の中国語表記は「池谷」としている（「池」は朝鮮語読みによる当て字、「谷」は同音異義語）。

## 駅構造
相対式ホーム2面2線の地下駅。フルスクリーンタイプのホームドアが設置されている。出入口は4箇所に設けられている。

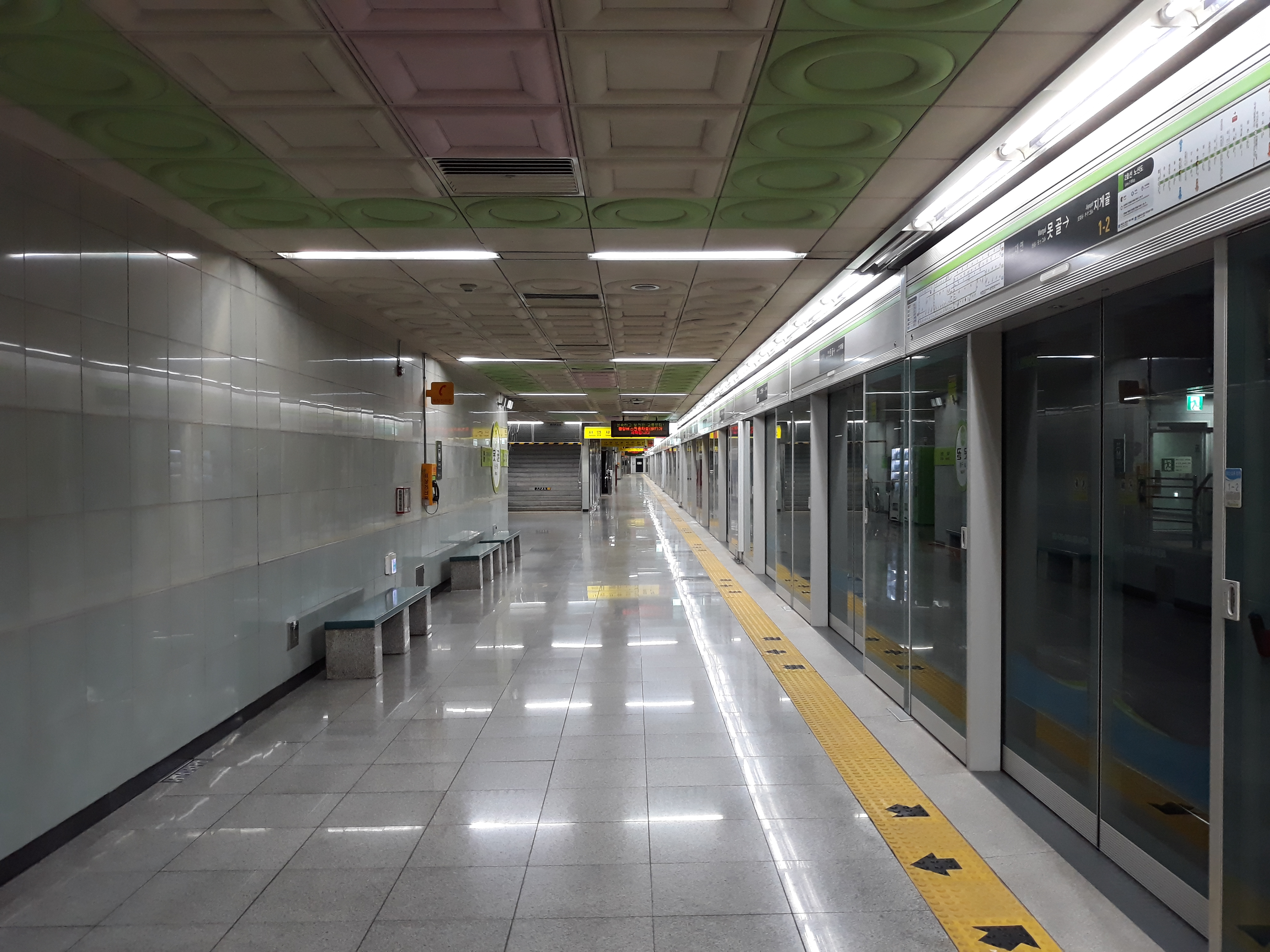
下りホーム（2018年4月）
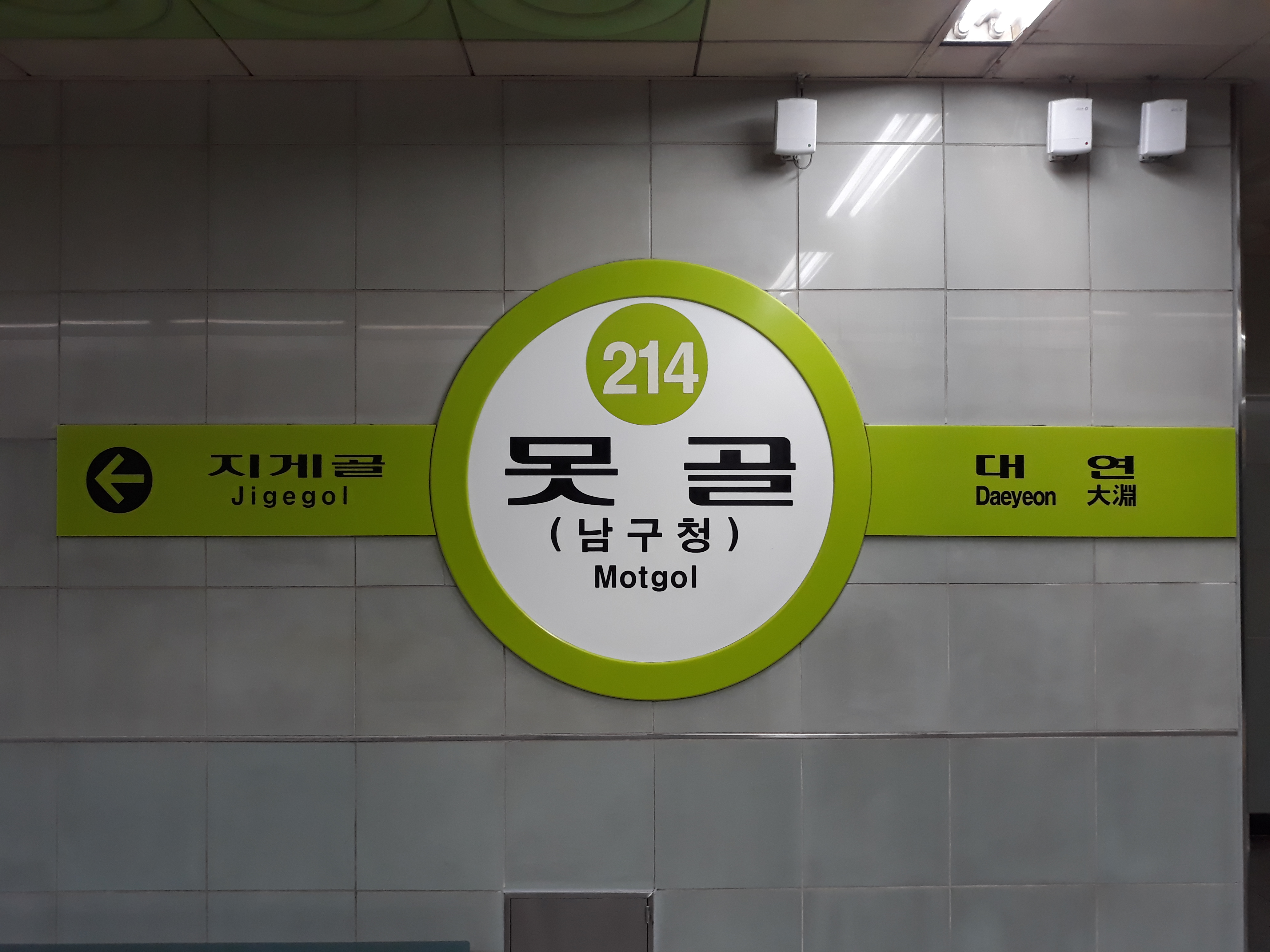
駅名標

### のりば
| 上り | 2号線 | 萇山方面 |
| 下り | 2号線 | 梁山方面 |

## 歴史
- 2001年8月8日 - 開業。

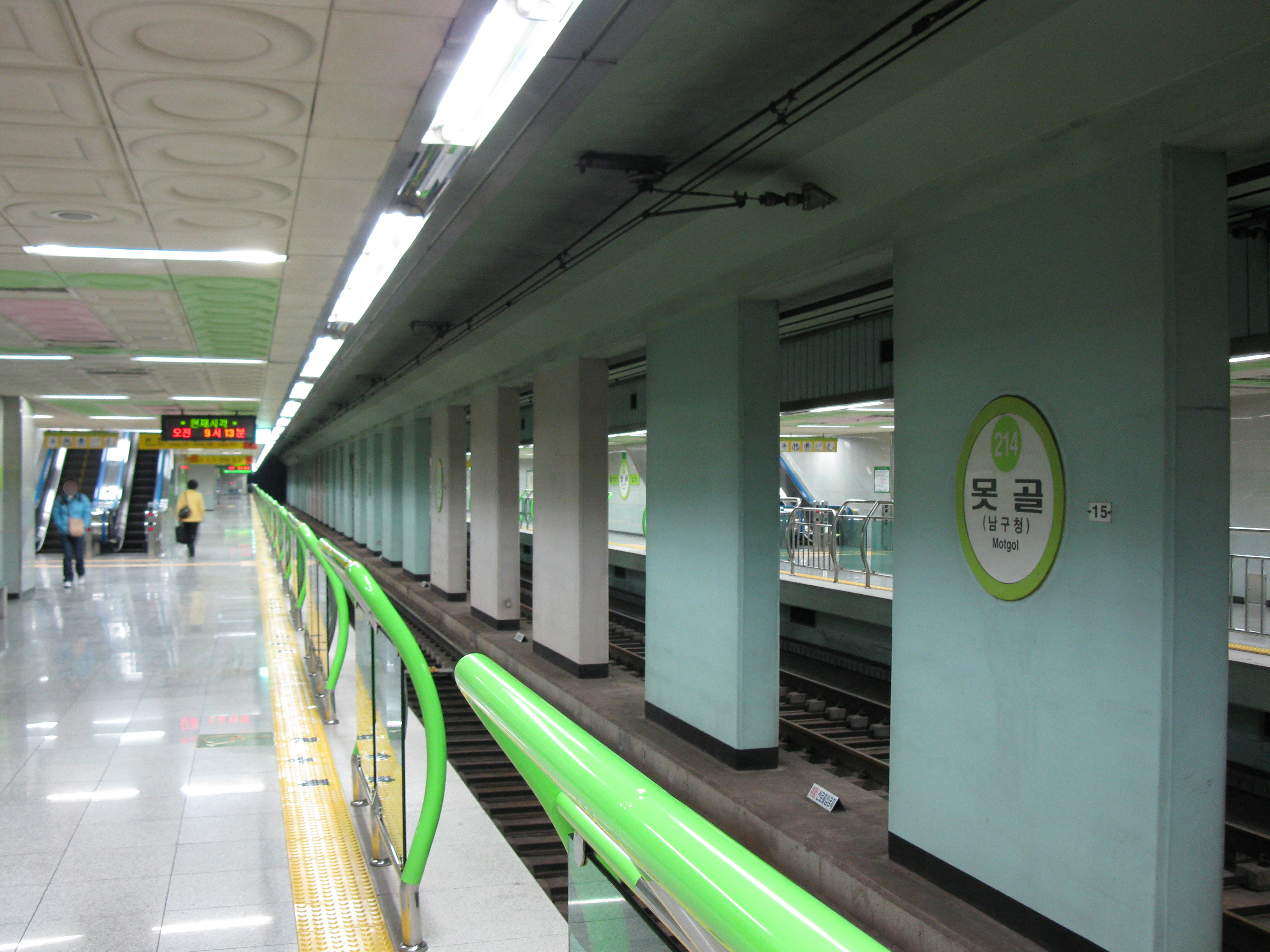
ホームドア設置前（2009年2月）

## 駅周辺
- 南区庁
- 大淵2洞行政福祉センター
- 大淵6洞行政福祉センター
- 南部教育支援庁
- 南区保健所
- 大淵中学校
- 海淵中学校
- 釜山工業高等学校
- 釜山税務高等学校
- 釜山口化学校
- ロッテスーパー大淵2洞店

## 隣の駅
釜山交通公社
 2号線
大淵駅 (213) - モッコル駅 (214) - チゲゴル駅 (215)